# سحلب إيطالي
السحلب الإيطالي (باللاتينية: Orchis italica) نوع نباتي ينتمي إلى جنس السحلب من الفصيلة السحلبية.

## الموئل والانتشار
موطن هذا النوع بلاد الشام والمغرب العربي وقبرص وتركيا والبلقان وإيطاليا وإسبانيا والبرتغال.

## مرادفات للاسم العلمي
- (باللاتينية: Orchiaceras welwitschii (Rchb.f.) E.G.Camus)
- (باللاتينية: Orchis fusca var. stenoloba Coss. & Germ.)
- (باللاتينية: Orchis italica f. albiflora Nicora ex Fiori & Paol.)
- (باللاتينية: Orchis italica f. breviloba Halácsy)
- (باللاتينية: Orchis italica var. fontinalis F.M.Vázquez)
- (باللاتينية: Orchis italica f. maculata Soó)
- (باللاتينية: Orchis longicruris Link)
- (باللاتينية: Orchis longicruris subsp. longipenis Font Quer & P.Palau)
- (باللاتينية: Orchis militaris Poir.)
- (باللاتينية: Orchis purpurea var. stenoloba (Coss. & Germ.) Willk.)
- (باللاتينية: Orchis purpurea subsp. stenoloba (Coss. & Germ.) K.Richt.)
- (باللاتينية: Orchis simia var. undulatifolia (Biv.) Webb)
- (باللاتينية: Orchis tephrosanthos var. undulatifolia (Biv.) Ker Gawl.)
- (باللاتينية: Orchis undulatifolia Biv.)
- (باللاتينية: Orchis welwitschii Rchb.f.)